# Tổng chi tiêu
Trong kinh tế học, tổng chi tiêu (AE) là thước đo thu nhập quốc gia. Tổng chi tiêu được định nghĩa là giá trị hiện tại của tất cả các hàng hóa và dịch vụ cuối cùng trong nền kinh tế. Do đó, tổng chi tiêu ( Aggregate Expenditure) là tổng các khoản chi tiêu được thực hiện trong nền kinh tế bởi các tác nhân trong một khoảng thời gian nhất định. Đó là chi tiêu tiêu dùng, chi tiêu đầu tư dự kiến và chi tiêu của chính phủ trong nền kinh tế. Trong bối cảnh nền kinh tế mở, tổng chi tiêu cũng bao gồm sự khác nhau giữa xuất khẩu và nhập khẩu.
Công thức tổng chi tiêu được xác định là {\textstyle AE=C+I_{p}+G+N_{X}}
- {\displaystyle C} = Tiêu dùng hộ gia đình
- {\displaystyle I_{p}} = Đầu tư dự kiến
- {\displaystyle G} = Chi tiêu của chính phủ
- {\displaystyle N_{X}} = Xuất khẩu ròng (Xuất khẩu - Nhập khẩu)

Tổng chi tiêu cung cấp một cách để tính tổng các hoạt động kinh tế trong một nền kinh tế, được gọi là tổng sản phẩm quốc nội của một nền kinh tế. Tổng sản phẩm quốc nội được tính toán thông qua mô hình tổng chi tiêu, còn được gọi là Điểm chéo Keynes. AE cũng được sử dụng trong mô hình tổng cầu - tổng cung, mô hình này nâng cao mô hình tổng chi tiêu với bao gồm các thay đổi về giá cả.
Tổng cầu (AD) đề cập đến tổng số nhu cầu trong nền kinh tế về hàng hóa trong một thời kỳ và do đó AD được xác định bằng tổng chi tiêu kế hoạch trong nền kinh tế đối với một mức giá nhất định

## Thành phần
Những trường phái tư tưởng khác nhau sử dụng các thành phần khác nhau để đưa ra Tổng Chi tiêu. Những trường phái tư tưởng kinh tế chính là các nhà kinh tế học cổ điển và Keynes, sử dụng các thành phần sau:
Tiêu dùng
Tiêu dùng là mức tiêu dùng của hộ gia đình trong một khoảng thời gian nhất định. Tổng tiêu dùng của hộ gia đình có thể được chia thành hai phần: Tiêu dùng tự định và Tiêu dùng dẫn dụ. Tiêu dùng tự định là số lượng tiêu dùng không phụ thuộc vào số lượng thu nhập; do đó, ngay cả khi thu nhập bằng 0, tiêu dùng tự định sẽ là tổng tiêu dùng. Tiêu dùng dẫn dụ là mức tiêu thụ tùy thuộc vào mức thu nhập.
Đầu tư
Đầu tư là số tiền chi tiêu cho tư liệu sản xuất. Đầu tư là chi tiêu cho hàng hóa được kỳ vọng là sẽ mang lại lợi nhuận hoặc giá trị của chúng tăng theo thời gian. Chi đầu tư có thể được chia thành hai phần, đầu tư có kế hoạch và đầu tư ngoài kế hoạch. Về lâu dài, tổng chênh lệch trong khoản đầu tư ngoài kế hoạch sẽ bằng 0 khi nền kinh tế tiến tới trạng thái cân bằng.
Chi tiêu của chính phủ
Mô hình Keynes phổ biến một trạng thái hoạt động để kiểm soát và điều tiết nền kinh tế. Chính phủ có thể chi tiêu cho cơ sở hạ tầng, do đó làm tăng tổng chi tiêu trong nền kinh tế như Keynes đã chủ trương. Các khoản trợ cấp thu nhập (chẳng hạn như lương hưu và trợ cấp thất nghiệp) không được bao gồm trong G vì điều đó có nghĩa là tính trùng (double count)
Xuất khẩu ròng
Trong một nền kinh tế mở, tổng chi tiêu trong nền kinh tế cũng bao gồm các thành phần của xuất khẩu ròng, trong đó tổng xuất khẩu trừ tổng nhập khẩu.
- Thu nhập (Y)

Thu nhập là tổng các phần thu nhập khác như tiền lương, tiền lãi và tiền cho thuê nhà/đất.

## Kinh tế học cổ điển
Các nhà kinh tế học cổ điển dựa vào định luật Say, trong đó chỉ ra rằng có cung tạo ra cầu cho chính nó xuất phát từ niềm tin rằng tiền lương, giá cả và lãi suất đều linh hoạt. Điều này xuất phát từ tư tưởng cổ điển cho rằng các khoản thu nhập yếu tố được trả cho các nhân tố sản xuất đã tham gia vào quá trình sản xuất sẽ tạo ra đủ thu nhập trong nền kinh tế khiến tạo nên nhu cầu cho các sản phẩm được sản xuất. Điều này xoay quanh bàn tay vô hình của Adam Smith, cho rằng thị trường sẽ đạt được trạng thái cân bằng thông qua các tác nhân thị trường có tác động đến hoạt động kinh tế nên không cần sự can thiệp của chính phủ. Hơn nữa, các nhà kinh tế học cổ điển tin rằng nền kinh tế đang hoạt động ở mức toàn dụng lao động.
Kinh tế học cổ điển đã bị chỉ trích vì những giả định rằng nền kinh tế hoạt động ở trạng thái cân bằng toàn dụng lao động mà giả định đó lại sai theo kinh nghiệm, vì nền kinh tế thường vận hành chủ yếu ở trạng thái cân bằng khiếm dụng lao động do tiền lương "cứng nhắc", kết quả là tạo nền tảng cho Mô hình tổng chi tiêu của Keynes.

## Kinh tế học Keynes
Đối lập với tư tưởng cổ điển, trường phái kinh tế học Keynes tin rằng tiền lương, giá cả và lãi suất không linh hoạt và vi phạm định luật Say, điều đó tạo nền tảng cho câu châm ngôn rằng "cung tạo ra cầu của chính nó". Keynes tin rằng nền kinh tế chịu sự tác động của giá cả cứng nhắc nên nền kinh tế không phải lúc nào cũng ở trạng thái cân bằng và cũng vận hành ở trạng thái cân bằng khiếm dụng lao động. Nhà kinh tế học Keynes kêu gọi sự can thiệp của chính phủ và được gọi là kinh tế học trọng cầu vì nó tin rằng tổng cầu quyết định GDP chứ không phải tổng cung bởi sự khác biệt giữa tổng cung và chi tiêu dự kiến trong một nền kinh tế. Vì vậy, Keynes tin rằng chính phủ đóng một vai trò quan trọng trong việc xác định tổng chi tiêu trong một nền kinh tế nên chi tiêu của chính phủ được tính trong hàm tổng chi tiêu.
Nhà kinh tế học Keynes thuyết giảng rằng trong thời kỳ suy thoái, chính phủ phải tăng chi tiêu để bù đắp cho sự thiếu hụt trong chi tiêu hộ gia đình và đầu tư tư nhân, để đảm bảo duy trì đủ nhu cầu trên thị trường hàng hóa. Điều này cũng dẫn đến hệ số nhân Keynes, trong đó cho thấy rằng mỗi đô la được chi tiêu cho đầu tư hoặc chính phủ tạo ra hiệu ứng số nhân dẫn đến tăng chi tiêu nhiều hơn một đô la.

## Tổng cầu

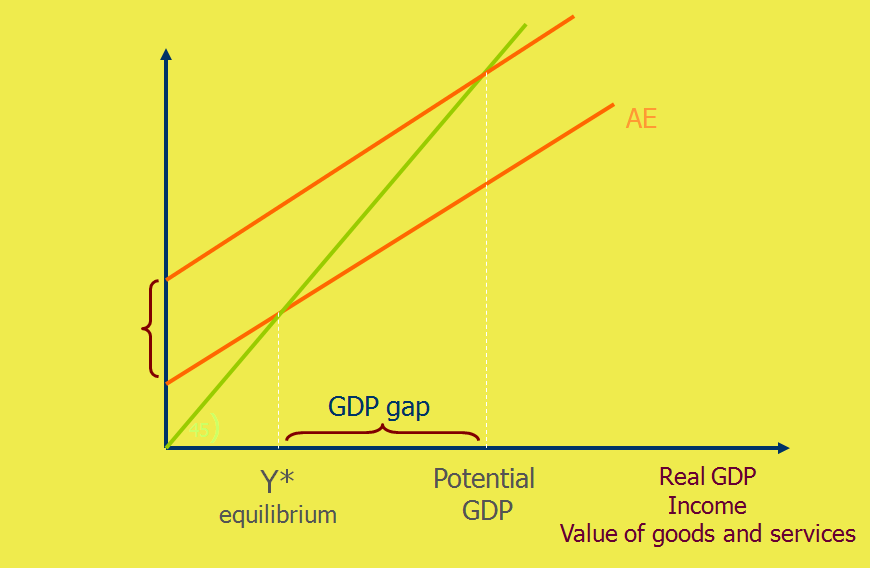
ảnh hưởng của chi tiêu tăng

Một nền kinh tế được cho là ở trạng thái cân bằng khi tổng chi tiêu bằng tổng cung (sản xuất) trong nền kinh tế. Theo Keynes, nền kinh tế không phải lúc nào cũng trong trạng thái cân bằng, nhưng tổng chi tiêu và tổng cung điều chỉnh lẫn nhau để đạt mức cân bằng. Khi cung vượt chi tiêu và cầu, thì các nhà sản xuất sẽ tồn kho khiến giá cả hoặc sản lượng giảm dẫn đến sụt giảm tổng sản lượng (GDP) của nền kinh tế. Ngược lại, nếu chi tiêu vượt cung, thì sẽ có dư cầu dẫn đến tăng giá hoặc sản lượng. Do vậy, nền kinh tế liên tục dịch chuyển giữa nguồn cung dư thừa (hàng tồn kho) và nguồn cầu dư. Như vậy, nền kinh tế không ngừng tiến tới trạng thái cân bằng giữa tổng chi tiêu và tổng cung.  Trong trạng thái cân bằng khiếm dụng lao động, đường chéo Keynes nói đến điểm giao nhau của tổng cung và đường tổng chi tiêu. Sự gia tăng chi tiêu trong Tiêu dùng, Đầu tư, Chính phủ hoặc tăng xuất khẩu hay giảm nhập khẩu làm tăng tổng chi tiêu và thúc đẩy nền kinh tế tiến tới trạng thái cân bằng cao hơn và đạt đến mức cao hơn so với GDP tiềm năng.